# Лунченко Валерій Валерійович
Валерій Валерійович Лунченко (нар. 13 жовтня 1982, Хуст, Закарпатська область) — політик і державний діяч. Народний депутат України VII, VIII і IX скликань. Президент Всеукраїнської Асоціації жіночого футболу і голова комітету жіночого футболу УАФ.

## Освіта
- 1999 — закінчив Хустську СШ № 1. Ім. А.Волошина
- 2003 рік — закінчив Дрогобицький педагогічний університет ім. Франка, отримав диплом менеджера-маркетолога.
- 2004 рік — закінчив Угорський національний інститут (Ньїредьгаза) за спеціальністю «Приватне підприємництво».
- 2006 рік — Харківський національний автомобільно-дорожній університет за спеціальністю «Автомобілі та автомобільне господарство», здобувши ступінь магістра-дослідника з відзнакою.[3]

## Діяльність
- 2007—2010 рр. — діагност-логіст на приватному підприємстві. З грудня 2010 — керівник справами Хустського міськвиконкому.
- З липня 2009 — голова Хустського міського відділення громадської організації Фронт Змін, у грудні того ж року обраний головою Хустської міської організації партії «Фронт Змін».
- 31 жовтня 2010 — обраний депутатом Закарпатської обласної ради від партії «Фронт Змін». На парламентських виборах 2012 року обраний нардепом VII скликання від ВО «Батьківщина», № 61 в списку. Член Комітету ВРУ з питань аграрної політики та земельних відносин.[4]
- 2 березня 2014 — 15 вересня 2014 року — голова Закарпатської ОДА.
- На виборах до ВРУ 2014 року обраний нардепом VIII скликання за партійним списком (№ 19 у списку) від Народного фронту.[5]
- У квітні 2016 року був претендентом на посаду міністра інфраструктури, проте ним став Володимир Омелян.
- На виборах до ВРУ 2019 року обраний нардепом IX скликання по 71-му виборчому окрузі. Член Комітету з питань бюджету ВРУ.[джерело?]

## Політика
Лунченко був одним з народних депутатів, які в жовтні 2015-го пропонували ввести кримінальну відповідальність за контрабанду алкоголю і тютюнових виробів.
У Верховній Раді 9 скликання є заступником голови депутатської групи «Довіра».
Був одним з 59 депутатів, що підписали подання, на підставі якого Конституційний суд України скасував статтю Кримінального кодексу України про незаконне збагачення, що зобов'язувала держслужбовців давати пояснення про джерела їх доходів і доходів членів їх сімей. Кримінальну відповідальність за незаконне збагачення в Україні запровадили у 2015 році. Це було однією з вимог ЄС на виконання Плану дій з візової лібералізації, а також одним із зобов'язань України перед МВФ, закріпленим меморандумом.

### Кнопкодавство
Під час роботи нардепом кілька разів був помічений у тому, що голосував за інших депутатів, що були відсутні в сесійній залі, хоча законом це заборонено. За даними руху «Чесно», Лунченко став одним з найактивніших «кнопкодавів» Верховної ради.
Зокрема, 15 січня 2015 під час голосування за законопроєкт №1743 було зафіксовано як Валерій прикриває піджаком пристрій для голосування, активісту руху «Чесно» описали це як «дивні маніпуляції», а після чого на місцях поряд із Лунченком та Котвіцьким було проголосовано «за», через що активісти звинувачують Валерія у кнопкодавстві.
15 листопада 2019 Лунченко разом з Василем Петьовкою підпав під підозру руху «Чесно» через кнопкодавство за Роберта Горвата, але точно порушника встановити не вдалось. Пізніше, 5 грудня того ж року Горват також був звинувачений у кнопкодавстві за Лунченка.

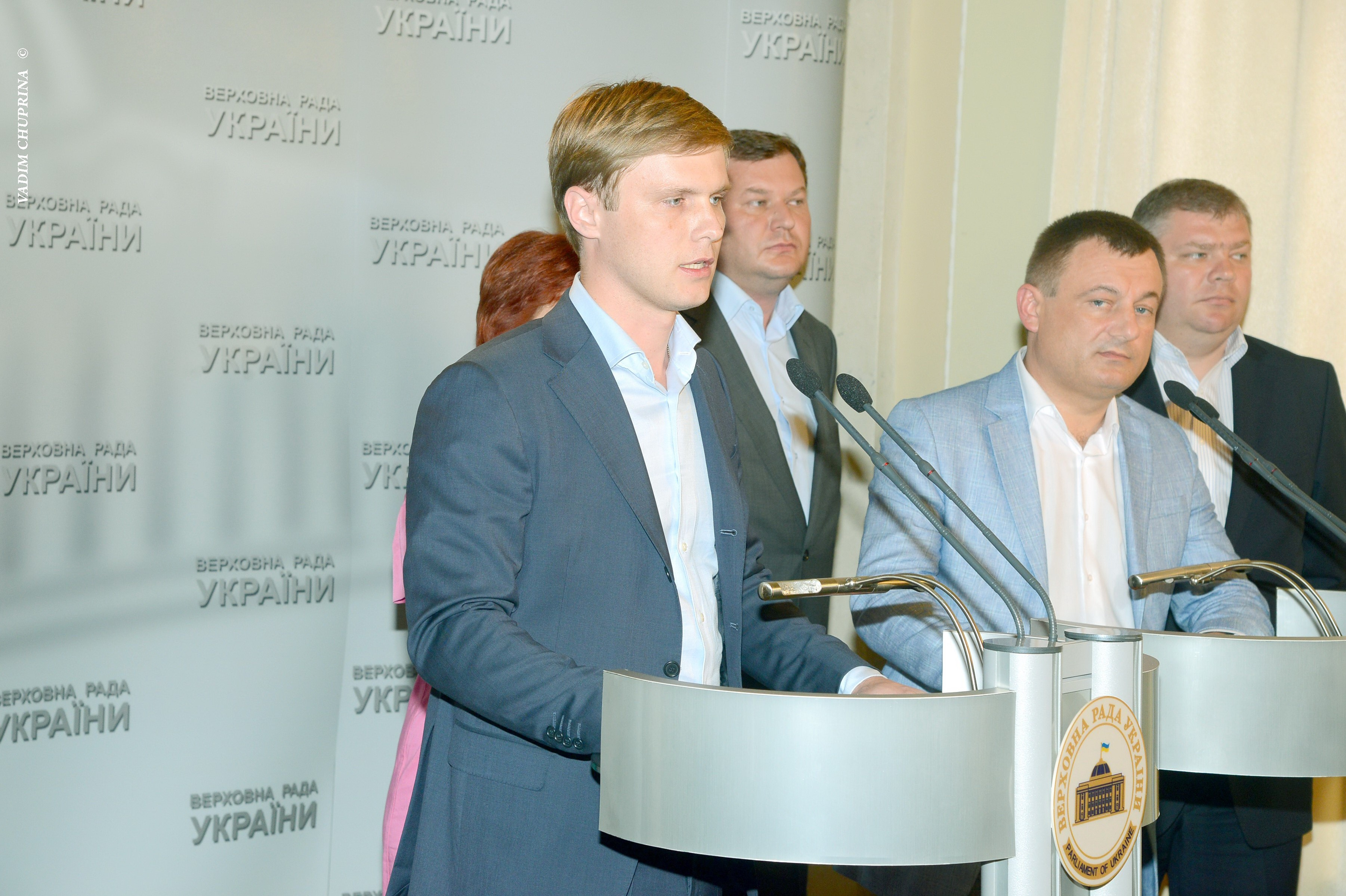
У Верховній Раді, 2015 рік

### Критика
За даними ЗМІ, бувши самовисуванцем Лунченко виступив співорганізатором дитячих свят у містах Хуст та Іршава. Також він фінансував перевірку гостроти зору людей та видачу їм нових окулярів за потреби в амбулаторіях сіл Руське Поле та Вонігове Закарпатської області. Разом з окулярами видавалася агітація за Лунченка. Виступав спонсором свят, бувши самовисуванцем. Ці дії були розцінені рухом «Чесно»  як гречкосійство (спроби політиків або потенційних кандидатів вплинути на волевиявлення виборців самостійно чи через допоміжних суб’єктів (третіх сторін) шляхом роздавання товарів, надання послуг або інших матеріальних чи нематеріальних активів).
У декларації 2014 року не вказав витрати на придбання нерухомого майна.
Попри конституційну заборону суміщення депутатського мандату з державною службою, в парламенті станом на 13 травня 2014 рік перебувало принаймні 9 депутатів-сумісників. Серед них і очільник Закарпатської ОДА Валерій Лунченко, наголосив рух «Чесно». Повноваження Голови Закарпатської ОДА Валерій Лунченко припинив 15 вересня 2014 року.
22 липня 2025 року голосував за закон України 12414 який був ухвалений з порушенням Регламенту Верховної Ради України та підпорядкував НАБУ та САП Генеральному прокурору і викликав масові протести.

## Майно
- Декларація за 2014 рік: дохід 149 тис. грн, сім'я — 363,7 тис. грн.[27]
- Декларація за 2013 рік: дохід 226 тис. грн, сім'я — 209 тис. грн.[28]
- Декларація за 2011 рік: дохід 14.925 грн, члени родини — 106.350 грн.
- Житлові будинки площею 104 м²[28] і 194,9 м², готельно-ресторанний комплекс в Хусті (належить дружині, площа 2566 м²)[29]
- У родини — ділянка площею 213 м².[30]
- Земельні ділянки: 60, 194,[31] 213,[32] 425, 525, 2500 (у Шаяні), 4000 м².[27]
- В різний час у власності були або є автомобілі Audi A8 (2011 року),[27] Audi A5 (2009)[32], Audi Q7 (2012).[28] В залежності від року в декларації вказані різні автомобілі.
- Автомобіль дружини — BMW X5 (2015 року, заявлена вартість 1,8 млн грн).[29][31]
- Частка дружини у ТОВ «РТК “Хуст”» — 50% (інші 50% належать Оксані Андріївні Білецькій).[33]
- На банківських рахунках 2015 року задекларовано 1,8 млн грн і 20 тис. $.[29]

## Сім’я
- Дружина — Лунченко Марина Сергіївна.[29]
- Дочки: Лунченко Валерія Валеріївна та Лунченко Лаура Валеріївна.[29]
- Син: Лунченко Даніель Валерійович

## Нагороди
- 20 жовтня 2014 року від міністра внутрішніх справ Арсена Авакова в нагороду отримав пістолет «Форт 17» калібром 9 мм.[34][35]
- В січні 2017 року голова Закарпатської обладміністрації Геннадій Москаль нагородив Валерія медаллю «За заслуги перед Закарпаттям».[36]